# Aaron Ashmore
Aaron Richard Ashmore é um ator canadense nascido em 7 de outubro de 1979 em Richmond Colúmbia Britânica. É irmão gêmeo do também ator Shawn Ashmore. Conhecido por suas participações nas séries de televisão Smallville (como Jimmy Olsen), Veronica Mars (como Troy Vandegraff), 1-800-Missing, The West Wing, entre outros.

## Carreira
Aaron Ashmore foi mais conhecido por interpretar Marc Hall no telefilme Prom Queen: The Marc Hall Story de 2004. Ele participou de algumas séries de televisão como The Eleventh Hour, The West Wing e 1-800-Missing. Ashmore desempenhou o papel recorrente de Troy Vandegraff na série Veronica Mars, e atualmente está fazendo o papel do agente Steve Jinks em Warehouse 13.
Ele foi escalado como Henry James "Jimmy" Olsen, irmão mais velho de Jimmy Olsen e tem interesse no amor de Chloe Sullivan, para a sexta temporada da série Smallville é continuou até a oitava temporada. Dois anos depois de sair da série, Ashmore retorna para interpretar o irmão mais novo de seu personagem no final da série. Coincidentemente, seu amigo Sam Huntington, que interpreta Jimmy Olsen em Superman Returns ,aparece junto com ele em Veronica Mars. O irmão gêmeo de Ashmore apareceu em Smallville em temporadas anteriores. Além de seu papel recorrente em Smallville, Ashmore esteve em filmes como Palo Alto, The Stone Angel, Thomas Kinkade's Home for Christmas e Privileged. Aaron também participou do telefilme Fear Island, um filme de terror também estrelado por Haylie Duff.
A MTV canadense anunciou no dia 6 de outubro de 2010, que ele terá um papel em Servitude, que e estrelado por Joe Dinicol, Lauren Collins, Linda Kash e John Bregar. Servitude começará a ser filmado  em novembro.

## Vida pessoal
Tanto ele quanto seu irmão nasceram em Richmond Colúmbia Britânica, e foi criado em Brampton, Ontário, onde frequentou a Turner Fenton Secondary School e a Earnscliffe Senior Public School. Eles têm tatuagens onde se lê GMA em seus pulsos que significa "Good Man Ashmore". Seu avô tinha uma tatuagem similar.

## Filmografia

### Filmes
| Ano  | Título                                        | Papel                 | Notas                 |
| ---- | --------------------------------------------- | --------------------- | --------------------- |
| 1991 | Married to It                                 | Estudante             | Participação Especial |
| 1993 | Gross Misconduct                              | Jovem Byron Spencer   | Filme de TV           |
| 1999 | Crime in Connecticut: The Story of Alex Kelly | Luke Lawson           | Filme de TV           |
| 1999 | Love Letters                                  | Bob Bartram           | Filme de TV           |
| 2000 | Run the Wild Fields                           | Charlie Upshall       | Filme de TV           |
| 2001 | Le Porte-Bonheur                              | Jean Philippe         | Filme de TV           |
| 2001 | Blackout                                      | Second Son            | Filme de TV           |
| 2001 | Haven                                         | Myles Billingsley Jr. | Filme de TV           |
| 2001 | The Familiar Stranger                         | Chris Welsh           | Filme de TV           |
| 2001 | The Safety of Objects                         | Bobby Christianson    | Independente          |
| 2001 | Dying to Dance                                | Jason                 | Filme de TV           |
| 2001 | Treed Murray                                  | Dwayne                |                       |
| 2002 | The Skulls II                                 | Matt Hutchinson       | Direto para DVD       |
| 2002 | Charms for the Easy Life                      | Ted                   | Filme de TV           |
| 2002 | Conviction                                    | Whiff                 | Filme de TV           |
| 2002 | A Christmas Visitor                           | John Boyajian         | Filme de TV           |
| 2003 | The Pentagon Papers                           | Randy Kehler          | Filme de TV           |
| 2004 | My Brother's Keeper                           | Eric/Lou Woods        |                       |
| 2004 | Brave New Girl                                | Tyler                 | Filme de TV           |
| 2004 | Prom Queen: The Marc Hall Story               | Marc Hall             | Filme de TV           |
| 2004 | Safe                                          | Bobby                 | Curta-metragem        |
| 2004 | A Separate Peace                              | Chad                  | Filme de TV           |
| 2004 | A Bear Named Winnie                           | Corporal Randy Taylor | Filme de TV           |
| 2007 | Palo Alto                                     | Alec                  | Independente          |
| 2007 | The Stone Angel                               | Matt                  |                       |
| 2008 | Thomas Kinkade's Home for Christmas           | Pat Kinkade           | Direto para DVD       |
| 2009 | The Thaw                                      | Atom                  |                       |
| 2009 | Fear Island                                   | Mark                  | Filme de TV           |
| 2010 | Privileged                                    | Blake Webber          |                       |
| 2010 | Old West                                      | Daniel                | Curta-metragem        |
| 2010 | The Shrine                                    | Marcus                |                       |
| 2011 | Conception                                    | Eric                  |                       |
| 2011 | Servitude                                     | Chase Vanhaver        |                       |
| 2013 | I Put a Hit on You                            | Ray                   |                       |

### Televisão
| Ano  | Título                      | Papel                       | Notas                                        |
| ---- | --------------------------- | --------------------------- | -------------------------------------------- |
| 1993 | Are You Afraid of the Dark? | Billy                       | Episódio: "The Tale of the Thirteenth Floor" |
| 1996 | Due South                   | Adolescente                 | Episódio: "Juliet Is Bleeding"               |
| 1998 | Animorphs                   | Jake Double                 | Episódio: "The Capture: Parte 2"             |
| 1999 | Emily of New Moon           | Harrison Bowles             | Episódio: "A Fall from Grace"                |
| 2000 | Are You Afraid of the Dark? | Jake                        | Episódio: "The Tale of the Lunar Locusts"    |
| 2000 | The Famous Jett Jackson     | Robert                      | Episódio: "Something to Prove"               |
| 2000 | La Femme Nikita             | Neil Hudson                 | Episódio: "Time to Be Heroes"                |
| 2000 | Twice in a Lifetime         | Paul Harper                 | Episódio: "Grandma's Shoes"                  |
| 2001 | Blue Murder                 |                             | Episódio: "Baby Point"                       |
| 2002 | The Eleventh Hour           | Trevor Gordon               | Episódio: "Tree Hugger"                      |
| 2004 | Veronica Mars               | Troy Vandegraff             | 5 episódios (2004-2006)                      |
| 2005 | The Eleventh Hour           | Taz Thomas                  | Episódio: "Kettle Black"                     |
| 2005 | The West Wing               | Trevor                      | Episódios: "365 Days", "King Corn"           |
| 2005 | 1-800-Missing               | Colin McNeil                | 12 episódios (2005-2006)                     |
| 2006 | Smallville                  | Jimmy Olsen                 | 53 episódios (2006-2011)                     |
| 2009 | Warehouse 13                | Steve Jinks                 | 2009-2014                                    |
| 2010 | CSI: NY                     | Cam Vandemann               | Episódio: "Pot of Gold"                      |
| 2010 | The Bridge                  | Ben                         | Episódio: "God Bless the Child"              |
| 2010 | Private Practice            | Carl                        | Episódio: "Second Choices"                   |
| 2010 | Fringe                      | Matthew Rose                | Episódio: "Amber 31422"                      |
| 2010 | In Plain Sight              | Scott Griffin               | 6 episódios (2010-2012)                      |
| 2011 | The Listener                | Peter Duquette              | Episódio: "Jericho"                          |
| 2011 | XIII: The Series            | Dylan Masters               | 4 episódios                                  |
| 2011 | Fanboy Confessional         | Narrador                    | 6 episódios                                  |
| 2011 | Lost Girl                   | Nate                        | 5 episódios (2011-2012)                      |
| 2012 | Murdoch Mysteries           | Jack London                 | Episódio: "Murdoch of the Klondike"          |
| 2015 | Killjoys                    | John Jaqobis                | 2015-2019                                    |
| 2019 | Locke & Key                 | Duncan Locke (Uncle Duncan) | 2019-2022                                    |